# Metaphycus coquilletti
Metaphycus coquilletti är en stekelart som först beskrevs av Howard 1898.  Metaphycus coquilletti ingår i släktet Metaphycus och familjen sköldlussteklar. Inga underarter finns listade i Catalogue of Life.